# Tamba Jammeh
Mama Tamba Jammeh, OBE (* 1890 in Illiassa; † 13. Oktober 1987 in Illiassa) war in der westafrikanischen britischen Kolonie Gambia und nach der Unabhängigkeit Gambias gambischer Seyfo und Politiker.

## Leben

### Herkunft und Ausbildung
Jammeh war der Sohn von Jatta Selung Jammeh (Schreibvariante: Jata Silang Jame), ein Angehöriger der Mandinka (auch Serer-Mandinka), und Awa Jobe eine Angehörige der Wolof. Jatta Selung war unter dem Dschihad-Führer Maba Jahou Bah (Schreibvariante: Maba Diakhou Bâ) einer der wichtigsten Generäle in den Baddibu-Kriegen in den 1870er Jahren. Jatta Selung Jammeh wurde vom siegreichen Maba Jahou zum Herrscher über ganz Baddibu ernannt und bat ihn, einen theokratischen Staat zu bilden. Als die Briten das Gebiet 1894 als britisches koloniales Protektorat erklärten, durfte Jatta Selung der erste Seyfo (die Bezeichnung Chief ist auch sehr gebräuchlich) von Illiasa (bzw. dem Distrikt Upper Baddibu) werden.
Tamba Jammeh, als Sohn eines Seyfo, besuchte von 1905 bis 1913 die 1903 gegründete Muhammedan School in Bathurst. Darauf war er als Gerichtsschreiber am Tribunal seines Vaters angestellt. Ein britischer Travelling Commissioner, ein Vorläufer des heutigen gambischen Gouverneur, ernannte 1925 Tamba Jammeh zum stellvertretenden Seyfo, da sein Vater gebrechlich und nicht in der Lage war, die anspruchsvollen Aufgaben seiner Pflichten zu erfüllen. Im Januar 1928 starb sein Vater Jatta Selung Jammeh und Mama Tamba Jammeh wurde am 28. Februar 1928 zum Seyfo von IIIiasa befördert (nach anderer Quelle folgt er seinen älteren Bruder).

### Seyfo von Upper Baddibu
1934 sah sich Jammeh einer großen Herausforderung in der Führung gegenüber, als er einen Palastputsch überlebte, der von seinen mächtigen Leutnants Suntung Camara und Tomany Marong angeführt wurde, die ihn der Überheblichkeit, Bestechung und anderer Formen von Missbrauch beschuldigten. Jammehs Gegner in Upper Baddibu erhielten die Unterstützung von E. F. Small, der Jammehs Rücktritt anstrebte. Die Anschuldigungen waren schwerwiegend genug, um eine Untersuchungskommission zu rechtfertigen, die anschließend zur Entlastung von Jammeh und zur Inhaftierung der Ankläger wegen Meineids führte. Die Anschuldigungen hinterließen eine schlechte Stimmung im Bezirk, insbesondere in den Dörfern, aus denen die Verschwörer kamen.
Jammeh entwickelte die sozialen Einrichtungen in seinem Bezirk. Er brachte eine Apotheke und einen Markt nach Balingho und baute Kanikunda 1948 als Hafenstadt und Erdnussdepot am Gambia-Fluss aus. Während des Zweiten Weltkriegs blieb er ein treuer Verbündeter der Briten. Während des Krieges führte er die Illiasa dazu, mit einer persönlichen Spende von zehn Pfund zum Kriegsfonds beizutragen. Andere Dorfvorsteher und Persönlichkeiten des Distrikts leisteten ebenfalls großzügige Beiträge zum Kriegsfonds, aus dem Spitfire-Bomber gekauft wurden, um London vor Hitlers Blitzkrieg zu schützen. Darüber hinaus stellte er einhundert Rekruten für das Gambia Regiment der Royal West African Frontier Force (RWAFF) ein, um die alliierte Sache zu bekämpfen. Während des Krieges appellierte Jammeh regelmäßig an sein Volk, Großbritannien und seiner Majestät treu zu bleiben, insbesondere als Dakar, Senegal, 1940 in die Hände des Quisling-Vichy-Regimes fiel, was bedeutete, dass sein Distrikt nur wenige Kilometer entfernt war von der Nazi-Hochburg in Westafrika.
Für seine starke Unterstützung der Alliierten war Jammeh einer von Dutzenden westafrikanischer traditioneller Herrscher, einschließlich nigerianischer Obas und Sultane, die 1948 zu den von den Briten in London organisierten Siegesfeiern eingeladen wurden. Die Feierlichkeiten danken den Häuptlingen für ihre Unterstützung im Krieg gegen Hitler.

### Politisches Wirken
Er war maßgeblich an der Einrichtung der jährlichen Konferenz der Protektoratschiefs im Jahr 1944 beteiligt, die dann regelmäßig von 1944 bis 1965 stattfanden.
1947 war Jammeh einer der ersten drei Seyfos, die in den Gambischen Legislativrat berufen wurden, eine Position, die er bis 1962 innehatte. Er war bei der Gründung der People’s Progressive Party (PPP) beteiligt. In dieser Zeit war er maßgeblich auch daran beteiligt, dass Frauen 1960 das Wahlrecht erhielten. Als Mitglied des Legislativrates unterstützte er ländliche Themen wie Agrarsubventionen und die Modernisierung der Armitage School im Jahr 1959. Sein politischer Einfluss erreichte seinen Höhepunkt im Februar 1958, als er die Seyfolu mobilisierte, um anstelle der Bathurst-Politiker Protektoratspersonen ins Amt zu holen. Seine Rede auf der Konferenz war das Ende der Dominanz der nationalen Politik durch die in Bathurst geborenen politischen Führer. Er sagte:

„Wir werden auf uns selbst aufpassen und unsere eigenen Kandidaten aus den Bauern und Häuptlingen wählen und sie an den Legislativrat senden. Im Falle von Ministern erwarten wir, dass unsere Protektoratsvertreter zu Ministern ernannt werden. Wir wünschen keine Hilfe von irgendjemandem, der nicht ist ein Mitglied des Protektorats ist.“

Unmittelbar nach diesen Ausführungen wurde das Protektorat für die Wahlen von 1960 in zwanzig Wahlkreise und Bathurst in fünf Wahlkreise aufgeteilt. Er war einer von fünf Seyfos, die 1960 bei der getrennten Wahl der Seyfos in das Repräsentantenhaus gewählt wurden. Zu der Wahl 1962 trat er jedoch nicht wieder an.
Im Gambischen Exekutivrat wurde er Ende Januar 1951 und erneut Ende Oktober 1951 berufen.

### Ruhestand und Familie
Mama Tamba ging 1962 in den Ruhestand (nach anderer Quelle: 1964). Es hieß, er sei von der Regierung gezwungen worden aus Altersgründen in den Ruhestand zu treten. Mama Tamba Jammeh starb 1987.
Sein Sohn Kalilu B. Jammeh trat bei der Wahl 1960 im Wahlkreis Baddibu als parteiloser Kandidat ab und unterlag aber Sheriff Dibba (PPP). Bei der Wahl 1962 trat Kalilu B. Jammeh im Wahlkreis Illiasa erneut an, diesmal als Kandidat der United Party. Er unterlag aber Lamin Bora M’Boge (PPP). Ein weiterer Sohn ist Kebba Tamba Jammeh, er wurde sein Nachfolger als Seyfo von Upper Baddibu (1963–1983). Er war in den 1980er Jahren ein treuer Vertreter der National Convention Party, bevor er 1990 der People’s Progressive Party (PPP) beitrat. Er gewann für die PPP bei den Parlamentswahlen 1992 den Wahlkreis Illiassa. Einer seiner Enkel, Alieu K. Jammeh, wurde im Februar 2012 zum Minister für Jugend und Sport ernannt. Sein Enkel Ebrima A. T. Jammeh ist ab 2009 Seyfo von Upper Baddibu.

## Jammehs Amtszeit als Seyfo
Der gambische Historiker Hassoum Ceesay beschreibt Jammehs Chieftum so: Mama Tamba war ein progressiver Seyfo. Es ging ihm darum, seinem Volk die notwendigen Fortschritte zu bringen, einschließlich Kommunikation, Bildung und Landwirtschaft.
Jammeh blieb fast 40 Jahre in dem Amt des Seyfos und brachte sich, seinen Leuten und seiner Familie viel Wohlstand. Archivberichte von Berichten über ihn und seinen Bezirk, die von kolonialen Commissioners zusammengestellt wurden, zeigen ihre akute Ambivalenz über ihn. In einigen Fällen wurde er für seine Intelligenz, Kompetenz, Weitsicht und Loyalität gelobt; In anderen Fällen wurde er jedoch wegen seiner starken Herrschaft scharf kritisiert. Kurz vor dem Ende seiner langen Herrschaft, vielleicht im Nachhinein, nannte ihn der Gouverneur in Bathurst einen der besten Seyfos des Landes. Mama Tamba war kein Autokrat, wenn er die Kolonialisten gewesen wäre, hätte er ihn vor langer Zeit abgesetzt. Er war vor allem ein starker Herrscher, der sich so sehr um das Wohlergehen seines Volkes kümmerte, dass er so viel wie möglich tat, um es unter Kontrolle zu haben.

### Jammehs Verkehrsprojekt
Jammeh war einer der ersten Gambier, die ein Auto besaßen, einen Ford, den er 1939 kurz vor Ausbruch des Krieges kaufte.
1935 schloss er den Damm über den berühmten Bao Bolong im Bezirk ab, der eine Ganzjahresstruktur darstellte, die die Kommunikation innerhalb des Bezirks erheblich erleichterte und IIIiasa mit dem Rest des Landes verband. Vor der Fertigstellung des Damms müssen Autofahrer Tage auf die Ebbe warten, um die Überquerung des Gewässers nach Sanjal und Farafenni zu riskieren. Da er selbst ein Auto besaß, musste ihm der Damm sehr geholfen haben, die Geschäfte seines Bezirks zu führen. Neben dieser Brücke unterhielt er auch regelmäßig die Wege und Straßen in der Gegend, so dass die Kolonialbeamten leichter als in anderen Teilen des Landes Zugang zu seinem Volk hatten. Eine solche Kommunikationsinfrastruktur hat den Handel in der Region erheblich erleichtert, da Waren und Menschen viel schneller transportiert wurden.

### Jammehs Reisprojekt
Jammeh führte in Baddibu eine Reihe wichtiger Reformen in der Landwirtschaft ein. Dazu gehörten die Einführung des Ochsenpflügens im Jahr 1939, die Einrichtung der Village Famine Reserve Farm zur Bekämpfung der Hungersnot im Jahr 1940, die Einleitung eines erfolgreichen Impfprogramms für Rinder im Jahr 1941 und die Förderung des Reisanbaus ab 1941.
Er förderte den Anbau von Nahrungspflanzen, um die Selbstversorgung mit Nahrungsmitteln zu gewährleisten. Er förderte insbesondere den Reisanbau. 1941 räumte er die Kanikunda-Sümpfe und gründete ein riesiges Reisprojekt, das von einem besuchenden Kolonialbeamten aus London als eines der größten Projekte dieser Art in Britisch-Westafrika beschrieben wurde. Das Projekt war so erfolgreich, dass 1946 die Reisernte im Distrikt um 50 Prozent zunahm. 1947 besuchte Prinz Phillip während seines Besuchs in der Kolonie Gambia das Reisprojekt, um sich selbst ein Bild von der Erfolgsgeschichte zu machen. Mama Tamba hat das Projekt in Bambali und anderen Dörfern der Region nachgebildet. Die visionärste Entscheidung, die er je zur Ankurbelung der Landwirtschaft getroffen hat, war jedoch seine Anordnung von 1943, wonach alle verheirateten Männer in IIIiasa ein Reisfeld anbauen müssen. Bisher galt der Reisanbau als Frauensache. Dieses Dekret revolutionierte daher die Reiskultur in IIIiasa und hatte unbegrenzte Auswirkungen auf die Produktion des Getreides im Land.
1941 startete Jammeh in seinem Distrikt ein erfolgreiches Programm zur Impfung von Rindern, um die enormen Tierbestände seiner Bevölkerung besser zu nutzen. In zwei Monaten wurden zweitausend Tiere gegen tödliche Krankheiten wie Rinderpest und Maul- und Klauenseuche geimpft. Er benutzte sein eigenes Fahrzeug, um das Impfungsteam in alle Teile des Distrikts zu transportieren. Im folgenden Jahr bezeichnete Gouverneur Sir Hillary Blood die Kampagne als die erfolgreichste, die jemals im Land durchgeführt wurde.

## Auszeichnungen und Ehrungen
- 1951 – Member of the Order of the British Empire (MBE, 1951 New Year Honours)[7]
- 1958 – Officer of the Order of the British Empire (OBE, 1958 New Year Honours)[8]